# Biere
Biere è una frazione del comune tedesco di Bördeland, nella Sassonia-Anhalt.

A Biere si trova la sede dell'amministrazione comunale.
Fino al 28 dicembre del 2007 è stato comune autonomo.